# 蘇菲亞·山切茲
蘇菲亞·山切茲（Sofía Sánchez，1989年8月23日—）是一名阿根廷韻律泳運動員，曾代表國家參加2012年倫敦奧運的韻律泳比賽雙人項目，並未獲得獎牌。